# Romániai főiskolai lapok
Főiskolás lap Erdélyben (1918-1980) az egyetemeken és főiskolákon pályára készülő új értelmiség sajtószerve.
A két világháború közt az – Erdélyi Fiatalok töltötte be a főiskolás lap szerepét (1930-40), a második világháború alatt Kolozsvárt Az erdélyi magyar ifjúság szava alcímmel a KMDSZ lapjaként indult meg a Március Derzsi Sándor, Kolosy Márton, Lőrinczi László szerkesztésében (1942-43), a népi írók szellemi irányvonalát követve.
1944 után a Magyar Népi Szövetség (MNSZ) ifjúsági osztálya a Móricz Zsigmond Kollégiummal karöltve jelentetett meg ifjúsági kiadványokat, majd az egyetemek és főiskolák ifjúsági szervezetei kezdték meg több főiskolás lap kiadását. Így keletkezett Kolozsvárt a román-magyar-német nyelvű Echinox és Napoca Universitară, Temesvárt pedig a szerbbel együtt négynyelvű Forum Studențesc. Marosvásárhelyen 1969 és 1974 között az orvostanhallgatók Aesculap címen háromnyelvű, a pedagógiai főiskola diákszövetsége Athenaeum címen kétnyelvű s a színi főiskolások Thália címen magyar nyelvű lapot adtak ki. 1974-ben a három lap helyett egy háromnyelvű főiskolás lap indult Gînduri Studențești címmel, mint a Kommunista Diáktársulatok Szövetsége helyi központjának hivatalos orgánuma.